# Powder Her Face
Powder Her Face (doslovce Napudraj joj lice) je moderna komorna opera britanskog skladatelja Thomasa Adèsa prema talijanskom libretu Philipa Henshera. To je prva opera koju je napisao britanski skladatelj, premijerno izvedena 1995. na glazbenom festivalu u Cheltenhamu. To je još uvijek jedna od najizvođenijih suvremenih opera u kazalištima širom svijeta.
U Hrvatskoj opera će biti premijerno izvedena 18. rujna 2024. u Hrvatskom narodnom kazalištu Ivan pl. Zajc u Rijeci, u režiji Eve Hribrenik.

## Tema
Hensherov libreto temelji se na životu Ethel Margaret Whigham i njezinom burnom razvodu od drugog supruga Iana Douglasa Campbella, jedanaestog vojvode od Argylle, čije je suđenje izazvalo pomutnju i skandal 1963. godine: suđenje je nesretnoj Margaret donijelo nadimak "Prljava vojvotkinja", jer je Campbell donio kao dokaz sucu popis od osamdeset i osam imena,  navodni ljubavnici njegove supruge i četiri polaroida snimljena 1956. godine u kojima je u prvom planu gola vojvotkinja koja vježba felaciju na muškarcu, od kojih se moglo vidjeti samo poprsje (koje je samo mnogo godina kasnije identificirano da pripadaju Duncanu Sandysu, bivšem zetu Winstona Churchilla).
Margaret, poražena, počela je rasipati svoju imovinu. Napuštena od svih, živjela je između 1978. i 1990. u stanu u hotelu Grosvenor House, iz kojeg je izbačena zbog dugova koji nisu nikada plaćeni. Posljednje godine života provela je u staračkom domu u Pimlicu, gdje je umrla u srpnju 1993. godine. Pokopana pored svog prvog supruga, Charlesa Sweeneya, jedinog koji joj je bio blizak u posljednjim danima.

## Uloge
| Tekst zaglavlja                                                   | Tekst zaglavlja  | Tekst zaglavlja    |
| ----------------------------------------------------------------- | ---------------- | ------------------ |
| Vojvotkinja                                                       | Jill Gomez       | dramski sopran     |
| Hotel Manager Duke Laundryman Other guest                         | Roger Bryson     | bas                |
| Electrician Lounge Lizard Waiter Priest Rubbernecker Delivery Boy | Niall Morris     | tenor              |
| Maid Confidante Waitress Mistress Rubbernecker Society Journalist | Valdine Anderson | koloraturni sopran |

## Radnja
Radnja je podijeljena u dva čina i osam scena, od kojih je svaka smještena u drugu godinu života vojvotkinje: prva i posljednja smještene su u 1990., godinu iseljenja iz hotela.

### Čin 1
- Scena 1 (1990.): U hotelskoj sobi vojvotkinje, sobarica i električar ismijavaju vlasnicu sobe i nastavljaju je zadirkivati zbog loših financijskih uvjeta čak i kad vojvotkinja uđe u sobu.
- Scena 2 (1934.): Nakon razvoda od prvog muža, protagonistica se povjerava prijatelju i žigolu o svojoj namjeri da se uda za vojvodu kako bi konačno imala plemenitu titulu i govori o vojvodi.
- Scena 3 (1936.): Sluškinja na svadbenom prijemu govori uzvišeno o vjenčanju vojvoda i luksuzu života bogatih.
- Scena 4 (1953.): Vojvotkinja je u Londonu, u hotelu i čeka ceremoniju krunidbe kraljice Elizabete II. Nosač donosi hranu za van u svoju sobu, a prije nego što ga otpusti, vojvotkinga ga zavede i seksualno zadovolji, koja je, prema dječakovim riječima, navikla stalno tražiti te usluge svom muškom osoblju hotela.
- Scena 5 (1953.): Vojvoda zabavlja svoju ljubavnicu, nakon što je ostavio ženu samu na zabavi. Ljubavnica, pretvarajući se da brani vojvotkinju, ulijeva sumnju u izdaju kod vojvode, a zatim ga obavještava o nekim kompromitirajućim dokumentima prisutnim u vojvotkinjinoj privatnoj komodi.

### Čin 2
- Scena 6 (1955.): Počela je tužba za razvod: dva njuškala raspravljaju o tome dok čekaju kaznu. Sudac stiže, izgovarajući oštre i optužujuće riječi prema vojvotkinji, nazivajući svog muža žrtvom njezine seksualne perverzije. Vojvotkinja pred novinarima izjavljuje da je superiornija od desnog buržoaskog morala: budući da je plemenita, ne mora opravdavati svoje ponašanje.
- Scena 7 (1970.): U hotelskoj sobi vojvotkinju intervjuira magazin, prepuštajući se savjetima o osobnoj njezi ljepote, ali i strogim, čak i rasističkim mišljenjima o današnjem društvu, u kojem su nestali ideali ljepote i elegancije.
- Scena 8 (1990.): Upravitelj hotela naređuje vojvotkinji da napusti sobu, jer nikada nije otplatila svoje dugove. Vojvotkinja, očajna, pokušava zavesti upravitelja, ali čovjek ne dopušta sebi da bude u iskušenju i poziva taksi da je natjera da ode. Vojvotkinja napušta sobu, ostavljajući spremačicu i električara da ponovno koketiraju s vama kao na početku.

## Orkestracija
- Klarinet 1 in B♭ (uz bas klarinet,sopran saksofon, bas saksofon)
- Klarinet 2 in A (uz bas klarinet,alt saksofon i bas saksofon)
- Klarinet 3 in A (uz kotrabas klarinet,alt saksofon i swanee whistle)
- Rog in F
- Truba in C
- Tenor trombon
- Harfa (uz električno zvonce i ribičku rolu (kolotur))
- Harmonika s tipkama
- Klavir (uz ribičku rolu (kolotur))
- Udaraljke: par tubularnih zvona, mali bubanj, ravni bas bubanj, bas bubanj, mali bongo bubanj, timbale (paile), rototom, clash činele, par crash činela, sizzle činele, hi-hat činela, 3 temple block, 3 čeljusne kočnice, tamburin, trokut, tam-tam, vibraslap, washboard, cabasa, velika ribička rola, whip/slapstick, lion's roar, pop gun, komad metala, električno zvonce
- Violina I
- Violina II
- Viola
- Violončelo
- Kontrabas (uz ribičku rolu (kolotur))